# Telefassa
Telefassa  (in greco antico: Τηλέφασσα?, Tēlèphassa) o Telefe (in greco antico: Τηλέφη?, Tēlèfē) è un personaggio della mitologia greca. Fu regina di Tiro.
Telefassa viene citata come Argiope da Igino.

## Genealogia
Figlia del dio-fiume Nilo e dell'oceanina Nefele, sposò Agenore che la rese madre di Cadmo, Cilice, Fenice ed una sola figlia, Europa.
Secondo Stefano di Bisanzio, sposò in seguito Taso e da lui ebbe il figlio Galesso, ritenuto il fondatore della città di Galesso in Tracia.

## Mitologia
Partì con i figli Cadmo, Fenice e Cilice alla ricerca di Europa (rapita da Zeus) e come loro non fece più ritorno in patria.
Secondo Apollodoro, alla ricerca si aggiunse Taso e lei approdò sulle coste della Tracia, luogo dove in seguito morì e fu sepolta dal figlio Cadmo. 
 
Secondo Stefano di Bisanzio, Telefassa si stabilì invece sull'isola di Taso con l'omonimo della stessa isola (Taso) e lì nacque Galesso.